# Municipio San Lucas (Chiapas)
Koordinaten: 16° 37′ N, 92° 43′ W
San Lucas ist ein Municipio im Zentrum des mexikanischen Bundesstaats Chiapas. 
Das Municipio hat etwa 6.700 Einwohner und eine Fläche von 94 km². Verwaltungssitz und größter Ort des Municipios ist das gleichnamige San Lucas.

## Geographie
Das Municipio San Lucas liegt zentral im mexikanischen Bundesstaat Chiapas auf Höhen zwischen 400 m und 1700 m. Es zählt zur Gänze zur physiographischen Provinz der Sierra Madre de Chiapas und liegt vollständig in der hydrologischen Region Grijalva-Usumacinta. Die Geologie des Municipios wird zu 79 % von Kalkstein bestimmt bei 13 % Tuff und 5,5 % schluffigem Sandstein; vorherrschende Bodentypen sind der Luvisol (60 %), Leptosol (27 %) sowie Regosol und Vertisol (je knapp 7 %). Etwa 37 % der Gemeindefläche sind bewaldet, 35 % dienen dem Ackerbau, 27 % werden von Weideland eingenommen.
Das Municipio San Lucas grenzt an die Municipios San Cristóbal de las Casas, Zinacantán, Acala, Chiapilla und Totolapa.

## Bevölkerung
Beim Zensus 2010 wurden im Municipio 6734 Menschen in 1506 Wohneinheiten gezählt. Davon wurden 886 Personen als Sprecher einer indigenen Sprache registriert, darunter 822 Sprecher des Tzotzil. Über 30 Prozent der Bevölkerung waren Analphabeten. 2132 Einwohner wurden als Erwerbspersonen registriert, wovon über 88 % Männer bzw. 2,2 % arbeitslos waren. 50 % der Bevölkerung lebten in extremer Armut.

## Orte
Das Municipio San Lucas umfasst sieben bewohnte localidades, von denen nur der Hauptort vom INEGI als urban klassifiziert ist. Vier Orte wiesen beim Zensus 2010 eine Einwohnerzahl von über 500 auf, die anderen drei Orte hatten weniger als 10 Einwohner. Die größten Orte sind:
| Ort                 | Einwohner |
| San Lucas           | 4716      |
| Francisco Villa     | 0794      |
| San José Buenavista | 0644      |
| Laguna del Carmen   | 0567      |